# Gilbert Charles-Picard
Gilbert Charles-Picard (eigentlich Gilbert-Étienne-Charles Picard, * 15. Oktober 1913 in Nercillac, Département Charente, Region Poitou-Charentes in Frankreich; † 21. Dezember 1998 in Versailles) war ein auf das römische Nordafrika spezialisierter französischer Klassischer Archäologe.

## Leben
Charles-Picard war der Sohn des Klassischen Archäologen Charles Picard (1883–1965). Nach dem Studium an der École Pratique des Hautes Études ging er 1938 bis 1940 nach Rom an die École française de Rome. Wegen des beginnenden Krieges musste er Rom verlassen. Er begann seine wissenschaftliche Laufbahn im französischen Protektorat Tunesien, wo er im am 1. Januar 1942 Interim-Direktor der Antiken-Behörde von Tunesien wurde. Hier wurde sein Interesse am römischen Maghreb geweckt und er nahm an den Ausgrabungen des Castellum Dimmidi in Algerien teil. 1946 wurde er Direktor des tunesischen Antikendienstes und war von 1954 bis 1955 gleichzeitig Professor am Institut des Hautes Études in Tunis. Seine Schwester Yvonne kam als Mitglied der Résistance in Auschwitz ums Leben.
1955 wurde Charles-Picard als Professor für römische Geschichte an die Universität Straßburg berufen. Von 1959 bis 1983 war er Professor für Archäologie und Kunstgeschichte der Antike an der Universität Paris-Sorbonne (Paris IV). In diesen Jahren veröffentlichte er eine Anzahl von Büchern, zum Teil gemeinsam mit seiner Frau und seinem Sohn. Gleichzeitig forschte er auf dem Gebiet seines Heimatlandes im Bereich der gallo-römischen Kultur.
Für seine Forschungen wurde Charles-Picard vielfach geehrt, so war er korrespondierendes Mitglied der Académie des Inscriptions et belles-lettres (1958) und der Pontificia Accademia Romana di Archeologia (1970) sowie des Deutschen Archäologischen Instituts. Er war Officier de la Légion d’Honneur, Kommandeur des Nischan el Iftikhar und Offizier des Ordre de la République et du Mérite culturel de Tunisie.
Charles-Picards Ehefrau war die Althistorikerin Colette Picard, die bei den Ausgrabungen in Karthago tätig war. Mit Colette hatte Charles-Picard sechs Kinder, darunter den Archäologen Olivier Picard.

## Veröffentlichungen (Auswahl)
- Le monde de Carthage
  - deutsch von Sibylle von Cles-Reden: Das wiederentdeckte Karthago. Scheffler, Frankfurt am Main 1957.
- La Civilisation de l’Afrique Romaine, Librairie Plon, Paris 1959.
  - deutsch: Nordafrika und die Römer, W. Kohlhammer Verlag, Stuttgart, 1962.
- mit Colette Picard: La vie quotidienne à Carthage au temps d’Hannibal, 1958.
  - deutsch: Karthago. Leben und Kultur, Reclam, Stuttgart 1983.
- zusammen mit Olivier Picard: Le voeu d’Adrestos Protarchou. In: Karthago 16, 1971–1972, S. 33–40.
- als Herausgeber: Imperium Romanum, mit Fotos von Ives Butler, Taschen-Verlag, Berlin 1994 ISBN 3-8228-9523-7.